# Тур Ломбардии
Тур Ломбардии (итал. Lombardia Tour) — шоссейная однодневная велогонка, проходившая по территории Италии с 2006 по 2008 год.

## История
Гонка была создана в 2006 году и первые два года проводилась в рамках национального календаря. В 2008 году вошла в календарь Европейского тура UCI с категорией 1.2.
Маршрут гонки проходил в регионе Ломбардия из Лезмо в Комо или Канту, в том числе вдоль озера Комо. Протяжённость дистанции составляла 165 км.

## Призёры
| Год  | Победитель        | Второй              | Третий            |
| ---- | ----------------- | ------------------- | ----------------- |
| 2006 | Марко Каттанео    | Владимир Загородний | Деррик Зампедри   |
| 2007 | Фаусто Фоньини    | Алессандро Коло     | Аристиде Ратти    |
| 2008 | Алексей Сарамотин | Александр Дьяченко  | Лучано Баринделли |